# Oreophryne loriae
Espèce
Synonymes
- Sphenophryne loriae Boulenger, 1898

Statut de conservation UICN

 DD  : Données insuffisantes
Oreophryne loriae est une espèce d'amphibiens de la famille des Microhylidae.

## Répartition
Cette espèce est endémique de la province de Baie Milne en Papouasie-Nouvelle-Guinée. Elle se rencontre jusqu'à 1 000 m d'altitude.

## Description
Oreophryne loriae mesure environ 30 mm. Son dos varie entre le gris, le brun ou le roux avec ou sans taches ou marbrures sombres. Une ligne longitudinale de couleur jaune est parfois présente.

## Étymologie
Cette espèce est nommée en l'honneur de l'explorateur Lamberto Loria (1855–1913).

## Publication originale
- Boulenger, 1898 : An Account of the Reptiles and Batrachians collected by Dr. L. Loria in British New Guinea. Annali del Museo Civico di Storia Naturale di Genova, sér. 2, vol. 18, no 38, p. 694-710 (texte intégral).